# McMinnville (Tennessee)
McMinnville is een plaats (city) in de Amerikaanse staat Tennessee, en valt bestuurlijk gezien onder Warren County.

## Demografie
Bij de volkstelling in 2000 werd het aantal inwoners vastgesteld op 12.749.
In 2006 is het aantal inwoners door het United States Census Bureau geschat op 13.311, een stijging van 562 (4,4%).

## Geografie
Volgens het United States Census Bureau beslaat de plaats een oppervlakte van
25,9 km², geheel bestaande uit land. McMinnville ligt op ongeveer 264 m boven zeeniveau.

## Plaatsen in de nabije omgeving
De onderstaande figuur toont nabijgelegen plaatsen in een straal van 32 km rond McMinnville.

## Geboren
- Dottie West (1932-1991), country- en popzangeres